# Paramilitar

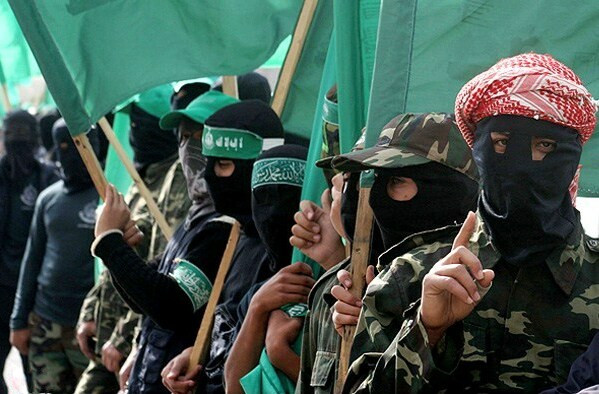
Milicianos palestinos de las Brigadas de Ezzeldin Al-Qassam, brazo armado de Hamás.

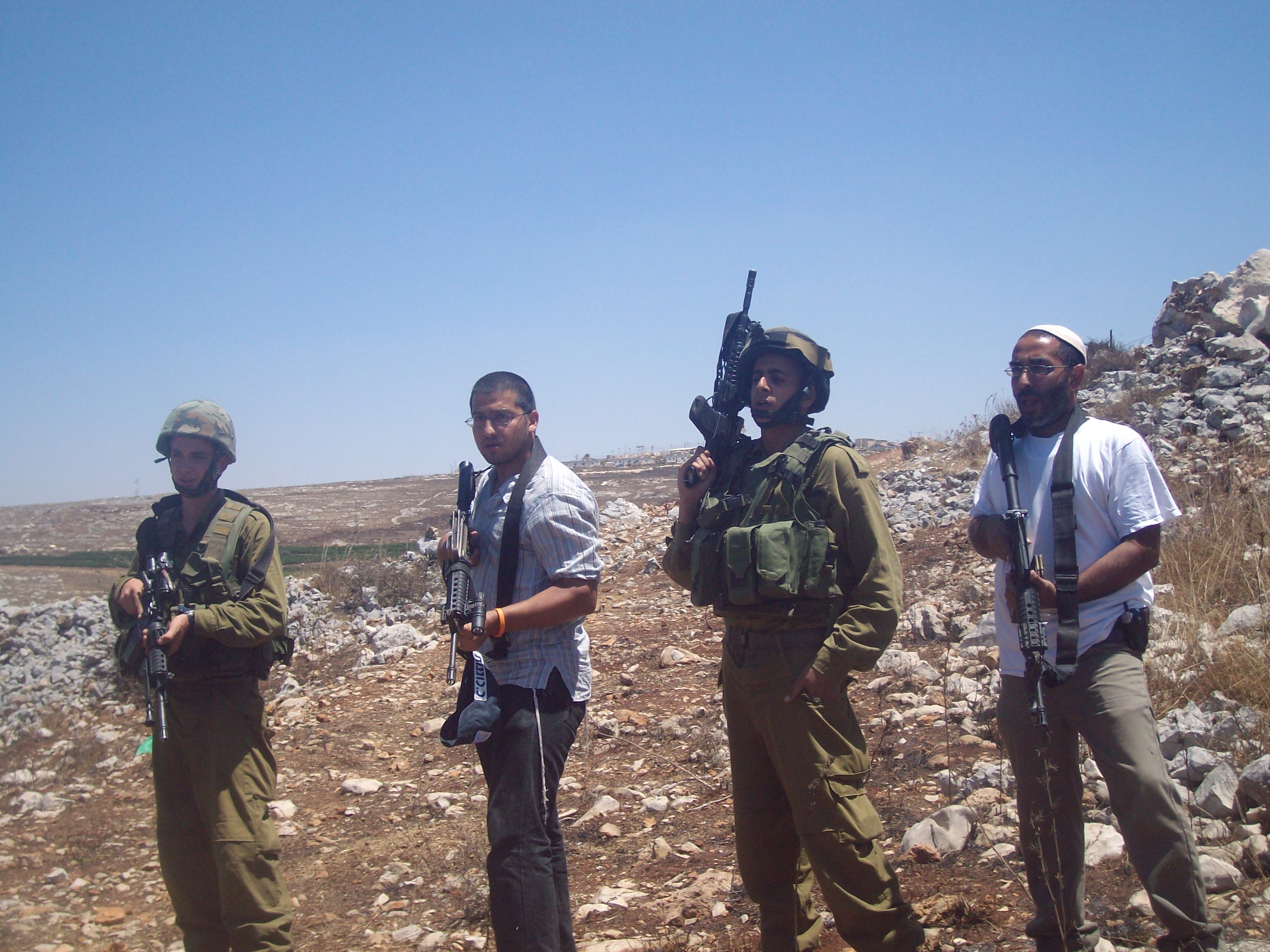
Paramilitares y colonos israelíes en Burin, Palestina.

Los términos paramilitar y paramilitarismo se refieren a organizaciones civiles o particulares que tienen una estructura, entrenamiento, subcultura y, a menudo, una función igual a las de un ejército, pero que no forman parte de manera formal de las fuerzas militares de un Estado. Se trata de grupos de poder en él enquistados, y generalmente están fuera de la ley. Dentro de sus miembros suelen hallarse fuerzas policiales, fuerzas militares, grupos de guerrilleros, de mercenarios e integrantes de escuadrones de asalto o grupos de seguridad privados y políticos.[cita requerida]
Estos grupos generalmente tienen un carácter de tropa irregular, por lo que combaten sin obedecer las convenciones nacionales e internacionales para el ejercicio de la guerra, lo cual les permite excesos de violencia que serían inadmisibles en las fuerzas del Estado.[cita requerida]

## Legalidad
Según las leyes de la guerra, un Estado puede incorporar una organización paramilitar o una agencia armada (como una policía nacional, una milicia voluntaria privada) en sus fuerzas armadas combatientes. Las otras partes en un conflicto deben ser notificadas al respecto.
Aunque un paramilitar no es una fuerza militar, generalmente es equivalente a la fuerza de infantería ligera de un militar en términos de intensidad, potencia de fuego y estructura organizativa. Un paramilitar también puede estar comúnmente bajo el mando de un ejército, incluso a pesar de no ser parte del ejército o desempeñar un papel de asistencia para los militares en tiempos de guerra. Las fuerzas paramilitares también pueden incluir misiones privadas de contratación militar.

## Variantes del término

### Argentina
Durante la primera y segunda década del siglo XX existió con financiamiento gubernamental La Liga Patriótica Argentina Argentina que operó activamente en la década de 1920 como grupo parapolicial y paramilitar  de extrema derecha, impulsado por una ideología fascista, antiizquierdista, antisemita, racista y antisindical, fascista , de fuertemente liberal en lo económico. Actuó como grupo de choque cometiendo asesinatos y otros actos de violencia criminales en la Semana Trágica de Buenos Aires en 1919 y en los hechos represivos de la Patagonia Rebelde en 1922, además de llevar adelante una labor de adoctrinamiento. La Triple A (AAA).
En Argentina actuaron en las regiones cercanas a bases de la Armada y en Tucumán donde el interventor militar Antonio Domingo Bussi formó brigadas con 'ejecutores' soldados encargados de realizar abusos sexuales por medio de elementos cortantes y picanas eléctricas de las que participaban entre otros su hijo Ricardo Bussi.
En Argentina y Chile, durante los regímenes dictatoriales anticomunistas de Jorge Rafael Videla y Augusto Pinochet se desplegaron sistemáticamente grupos paramilitares llamados grupos de tareas con el objetivo de exterminar físicamente a personas pertenecientes a grupos de izquierda o estudiantiles, en el marco del terrorismo de Estado, separados aunque coordinados en el marco del funcionamiento de los aparatos represivos de los Estados dictatoriales. En Argentina en la provincia de  Tucumán donde el interventor militar Antonio Domingo Bussi formó brigadas con 'ejecutores' soldados encargados de realizar desapariciones asesinatos y abusos sexuales por medio de elementos cortantes y picanas eléctricas de las que participaban entre otros su hijo Ricardo Bussi.
Estos grupos asesinaron a artistas, sacerdotes y religiosos, intelectuales, políticos de izquierda, estudiantes, historiadores y sindicalistas, además de utilizar como métodos las amenazas, las ejecuciones sumarias y la desaparición forzada de personas.
El Yunque fue fundado en 1953 en México.  Actualmente opera en Chile para el Partido Republicano y España.

### Alemania
Las Sturmabteilung (SA) (conocidas como «camisas pardas») y las Schutzstaffel (SS) eran los brazos paramilitares del Partido Nacionalsocialista Obrero Alemán de Adolf Hitler
En 2024 en un acto con estetica similar al fascismosería lanzado en Argentina las fuerzas del cielo definido como agrupación paramilitar del gobierno que se autodefinia como el brazo armado del mismo. Según sus fundadores la definieron como "La agrupación que estamos formando hoy aquí es el brazo armado de La Libertad Avanza”.

### Colombia
El vocablo «paramilitar» varía en función del contexto en que se presente. Por ejemplo, en el caso del conflicto en Irlanda del Norte, se refiere a cualquier grupo armado, mientras que, en el contexto del conflicto armado en Colombia, se considera organización paramilitar a aquellos grupos armados ilegales de derecha o extrema derecha, también llamados «autodefensas», alzados en armas durante el conflicto colombiano. El grupo paramilitar más conocido en Colombia se denominó Autodefensas Unidas de Colombia (AUC), un grupo armado bajo el mando del paramilitar Carlos Castaño. Después del inacabado proceso de desmovilización de este grupo y sus aliados, se está dando el rearme y activación de varias facciones de estos, conocidos de manera genérica como las Águilas Negras, Clan del Golfo, Los Rastrojos.

### Costa Rica
Este grupo paramilitar está conformado por pobladores de Isla Calero perteneciente a la provincia de Limón son guerrilleros listos para defender en caso de una invasión de Nicaragua, ya que el país no tiene armada. En Costa Rica se conoce con el nombre de Patrulla 1856.[cita requerida]
Sin embargo, la Dirección de Inteligencia y Seguridad (DIS) y el Organismo de Investigación Judicial (OIJ) también encontraron, en el 2017, una red de paramilitares xenófoba y de derecha de veteranos de Fuerza Pública, llamada Frente Patriótico para la Defensa Nacional (FPDN) que utilizan la venta de narcóticos para pagar la compra de sus armas ilegales.

### España
En España, en la década de los 80 surgieron los GAL, grupos paramilitar que tenía como fin acabar con la banda terrorista ETA. Sus víctimas se cifran en una treintena de muertos, en su mayoría civiles; de los cuales solo seis eran militantes de ETA o de los GRAPO. Entre los atentados destaca el del «bar Batxoki» en Francia, donde murieron cinco personas sin relación alguna con ETA. Ciertas informaciones hablaban de una conexión con el Gobierno del entonces presidente Felipe González, gobierno del cual fueron procesados, el Ministro de Interior José Barrionuevo y el Secretario de Estado para la Seguridad Rafael Vera por dirigir los GAL.
En la actualidad El Yunque, originario de México y que ya se había infiltrado en la CEU San Pablo en 2014, opera España financiando al Partido de Ultraderecha Vox y a la asociación HazteOir.org. Desokupa, que también tiene vínculos con Vox, usa a paramilitares de Europa del Este de inspiración Chetniks y neonazi.

### Italia
Otro grupo considerado como paramilitar es el que se conoció como Camisas Negras, que era una organización que apoyaba el régimen fascista de Benito Mussolini en Italia.

### México

Cártel de Jalisco Nueva Generación (Organización narcoterrista mexicana)

En México a inicios de 1970 existió un grupo paramilitar llamado Halcones. Esta agrupación fue responsable de la Masacre de Corpus Christi —conocida también como Halconazo— el 10 de junio de 1971, en la que cerca de 120 personas fueron asesinadas durante una manifestación estudiantil en la Ciudad de México.
El Yunque fue fundado en 1953 en México. Actualmente opera también en Argentina, Brasil, Chile, Colombia, España y Estados Unidos.

### Honduras
En 1969 surgió el grupo conocido como La mancha brava, la cual se encargó de perseguir, asesinar, y torturar a inmigrantes salvadoreños poco antes de la guerra de las 100 horas.

### Nicaragua
Su investigación sobre los abusos cometidos por soldados de la Fuerza Democrática NIcaragüense (FDN) y miembros de la Contra en Nicaragua, documentando decenas de abusos cometidos permitió sacar a la luz el caso en Estados Unidos, complicando la aprobación en el Congreso de grupos paramilitares.

En el contexto de represión a las protestas de 2018, diversos organismos de derechos humanos denunciaron la aparición en Nicaragua de civiles armados que operaban en conjunto con unidades de la Policía Nacional  para atacar las barricadas y bloqueos de carreteras levantados por los civiles protestantes empleando la táctica de "disparar a matar", estos grupos paramilitares estaban presuntamente conformados en su mayoría por policías y militares retirados entre otros trabajadores públicos reclutados, llevando a cabo la Masacre del Día de las Madres, donde al menos 19  personas perdieron la vida y más de 200 resultaron heridas en un ataque armado contra marchas opositoras en las ciudades de Managua, Masaya, Chinandega y Estelí, otro de los patrones de represión empleado por los paramilitares fue la operación Limpieza.

### Perú
En la década de los 30, surgió la Legión de Camisas Negras, ligada al partido Unión Revolucionaria, que tuvo enfrentamientos con las fuerzas de choque de la Alianza Popular Revolucionaria Americana (APRA) conocidas como los "búfalos".
Durante la época de terrorismo durante los años 80, surgió el Comando Democrático Rodrigo Franco (CRF), ligado al APRA y con personas entrenadas en Corea del Norte, para hacer frente a las huestes de Sendero Luminoso y el MRTA. La existencia del CRF aun sigue sin ser confirmada. Durante el gobierno de Alberto Fujimori surgió el Grupo Colina, conformada por miembros del Servicio de Inteligencia del Ejército.

### Sudáfrica
Durante el apartheid grupos armados afrikaneers como Die Boeremag (Fuerza Bóer) colaboraron con el aparato represivo estatal en la Masacre de Soweto, tras la caída del sistema de segregación racial nace el Movimiento de Resistencia Afrikáner que realizaron actos de terorrismo y sabotaje contra la población negra, entre ellos Seis miembros de AWB fueron condenados por el asesinato de cuatro personas negras en una barricada falsa que instalaron para aterrorizar a los viajeros negros.
una organización terrorista y separatista afrikáner La mayoría de sus miembros fueron arrestados en 2003.Estos grupos poseen conexión con el partido Alianza Democrática quien los financia.

### Venezuela
Los colectivos han sido señalados de atacar al personal de las empresas privadas de televisión venezolana, de enviar de amenazas de muerte a periodistas, y de lanzar bombas de gas lacrimógeno a la nunciatura apostólica del Vaticano en 2009 después de que Hugo Chávez los acusó de intervenir con su gobierno. Hay entre 20 y 100 diferentes colectivos en Venezuela, siendo los grupos más destacados los Tupamaros, el Frente Francisco de Miranda, Alexis Vive, La Piedrita y Ciudad Socialista Frente 5 de Marzo. Fermín Mármol León, criminólogo venezolano y autor de Cuatro crímenes cuatro poderes, declaró que «si la revolución pierde la presidencia mañana, los colectivos inmediatamente se convertirán en una guerrilla urbana». Human Rights Watch los describe como «bandas armadas que utilizan la violencia con impunidad» y que acosan a los opositores políticos del gobierno venezolano.